# Schizonobia oudemansi
Schizonobia oudemansi är en spindeldjursart som beskrevs av Gutierrez och Bolland 1986. Schizonobia oudemansi ingår i släktet Schizonobia och familjen Tetranychidae. Inga underarter finns listade i Catalogue of Life.